# Гриффит, Коринна
Коринна Гриффит (англ. Corinne Griffith, урождённая Коринна Маэ Гриффин, 21 ноября 1894 — 13 июля 1979) — американская актриса немого кино. Была очень популярна в 1920-х годах.

## Биография
Точная дата рождения актрисы неизвестна. Наиболее часто упоминается 21 ноября 1894 или 1898 года. Коринна появилась на свет в городе Тексаркана, штат Техас, в семье священника-методиста Джона Льюиса Гриффина и его жены Эмболин. Получила образование в школе при монастыре в Новом Орлеане. После смерти отца Гриффит с матерью поселилась в Санта-Монике в Калифорнии. Известно, что в 1912 году она проучилась семестр в Техасском университете.

### Карьера
Существует две версии относительно того, что именно послужило стартом её кинокарьеры. Одна из них сообщает, что, после того, как Коринна победила на местном конкурсе красоты, на неё обратил внимание Ролин Стёрджен, режиссёр кинокомпании «Vitagraph», и предложил девушке контракт. Однако режиссёр Кинг Видор в автобиографии упоминает о том, что он познакомился с Гриффит в Техасе приблизительно в 1913 году, после чего она обратилась к нему за рекомендательным письмом и была представлена генеральному директору «Vitagraph».
Так или иначе, в 1916 году вышло сразу несколько короткометражек с участием Коринны Гриффит, и практически сразу её стали приглашать на главные роли. Снимаясь в одном из своих первых фильмов, комедии под названием «Горькая сладость», она познакомилась с актёром Вебстером Кэмпбеллом и в 1920 году вышла за него замуж. В начале 1920-х Вебстер попробовал себя в качестве режиссёра и снял жену в шести картинах, однако уже в 1923 году их брак распался.
В 1922 году она расторгла контракт и некоторое время снималась на разных киностудиях, затем в 1924 году основала собственную кинокомпанию, которая четыре года просуществовала под патронажем «First National Pictures» и выпустила ряд очень успешных фильмов, где главная роль была отведена Коринне Гриффит — «Полевые лилии», «Изгои общества» (одного из статистов в этом фильме сыграл Кларк Гейбл, будущая кинозвезда и секс-символ Голливуда), «В секрете» и др. Известно, что она принимала активное участие в работе над своими картинами, не ограничиваясь ролью актрисы — вносила правки в сценарии, участвовала в подборе актёров и др.
В 1927 году кинокомпания Коринны прекратила существование, и она подписала контракт с «First National Pictures», выпустив за три года сотрудничества семь фильмов. Одним из них была историческая драма Фрэнка Ллойда «Божественная леди» (последняя немая картина актрисы), выпущенная в 1929 году и описывающая историю любви адмирала Нельсона и леди Эммы Гамильтон. За эту роль в 1930 году Коринна была номинирована на премию «Оскар». Карьера актрисы завершилась с началом эры звукового кино. В 1930 году — к тому времени её возраст приближался к сорока — Коринна выпустила 2 звуковых фильма, а в 1932 году, после мелодрамы «Лили Кристина», ушла из кино. С тех пор она появилась на киноэкране спустя 30 лет, сыграв второстепенную роль в драме Хьюго Хааса «Аллея Парадиз».

### Личная жизнь
Коринна четыре раза была замужем. В 1924 году, через год после разрыва с актёром Вебстером Кэмпбеллом, Коринна вышла замуж за кинопродюсера Уолтера Мороско. Свадьба состоялась в мексиканском городе Тихуана. Мороско и Гриффит прожили вместе 10 лет и расстались в 1934 году. Затем в 1936 году Коринна сочеталась браком с Престоном Маршаллом, владельцем футбольного клуба «Вашингтон Редскинз». Этот брак оказался долговечнее предыдущих — супруги развелись спустя 12 лет, в 1958 году.
Четвёртым мужем актрисы в 1965 году стал актёр Дэнни Сколл (он был младше жены почти на 30 лет). Спустя чуть более месяца после свадьбы их брак по инициативе Коринны был расторгнут — на суде актриса утверждала, что Сколл импотент и не способен выполнять супружеские обязанности. Кроме того, 70-летняя актриса призналась, что не знает свой точный возраст, и заявила, что ей приблизительно 51 год. Ранее она утверждала, что она вовсе не Коринна Гриффит, а совершенно другая женщина, которая взяла себе имя актрисы после её смерти.

### Смерть
Коринна Гриффит умерла от сердечного приступа 13 июля 1979 года. Впоследствии она была удостоена звезды на Голливудской аллее славы.

## Интересные факты
- Коринну Гриффит называли «Орхидея киноэкрана».
- В начале карьеры гонорар актрисы составлял всего пять долларов в день. Находясь на пике популярности, она получала 12 тысяч долларов в неделю.
- На закате жизни актриса выпустила пять автобиографических книг.
- К моменту смерти состояние актрисы — благодаря прибыльным сделкам с недвижимостью — составляло более ста миллионов долларов.

## Фильмография

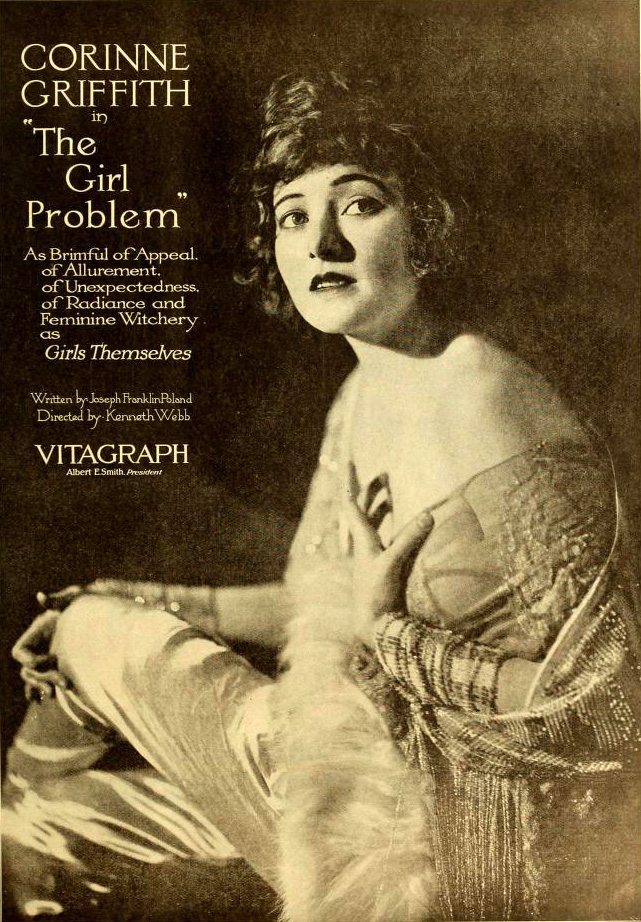
The Girl Problem (1919)

Представлена выборочно. Полный список см. на IMDb.com
| Год  | Название на русском        | Название на языке оригинала     | Роль                     |
| ---- | -------------------------- | ------------------------------- | ------------------------ |
| 1962 | Аллея Парадиз              | Paradise Alley                  | Миссис Уилсон            |
| 1932 | Лили Кристина              | Lily Christine                  | Лили Кристина Саммерсет  |
| 1930 | Задним числом              | Back Pay                        | Хестер Бевинс            |
| 1930 | Полевые лилии              | Lilies of the Field             | Милдред Харкер           |
| 1929 | Узники                     | Prisoners                       | Риза Рига                |
| 1929 | Божественная леди          | The Divine Lady                 | Леди Эмма Харт Гамильтон |
| 1929 | Субботние дети             | Saturday’s Children             | Бобби Халеви             |
| 1928 | Отверженные                | Outcast                         | Мириам                   |
| 1928 | Райский сад                | The Garden of Eden              | Тони Лебрюн              |
| 1927 | Три часа                   | Three Hours                     | Мадлен Даркин            |
| 1927 | Дама с горностаем          | The Lady in Ermine              | Мариана Белтрами         |
| 1926 | Сокращённо Сью             | Syncopating Sue                 | Сюзан Адамс              |
| 1926 | В её царстве               | Into Her Kingdom                | Великая княгиня Татьяна  |
| 1926 | Мадемуазель модистка       | Mademoiselle Modiste            | Фифи                     |
| 1925 | Одержимость                | Infatuation                     | Вайолет Бэнкрофт         |
| 1925 | В секрете                  | Classified                      | Бабс Комет               |
| 1925 | Брачная суматоха           | The Marriage Whirl              | Мариан Хейл              |
| 1925 | Изгои общества             | Declassée                       | Леди Хелен Хэден         |
| 1924 | Пустыня любви              | Love’s Wilderness               | Линда Лу Хит             |
| 1924 | Одинокие жёны              | Single Wives                    | Бетти Джордан            |
| 1924 | Полевые лилии              | Lilies of the Field             | Милдред Харкер           |
| 1923 | Чёрный бык                 | Black Oxen                      | Мэри Огден               |
| 1923 | Шесть дней                 | Six Days                        | Лалин Кингстон           |
| 1923 | Общее право                | The Common Law                  | Валери Вест              |
| 1922 | Талоны на развод           | Divorce Coupons                 | Линда Катертон           |
| 1922 | Жертва девственницы        | A Virgin’s Sacrifice            | Алтея Шеррилл            |
| 1922 | Островные жёны             | Island Wives                    | Эльза Мелтон             |
| 1922 | Получить сполна            | Received Payment                | Селия Хьюз               |
| 1921 | Одинокая тропа             | The Single Track                | Жанетт Гилдерслив        |
| 1921 | Сила морали                | Moral Fibre                     | Марион Уолкотт           |
| 1921 | Чего стоит твоя репутация? | What’s Your Reputation Worth?   | Кара Дин                 |
| 1921 | Не в этом сезоне           | It Isn’t Being Done This Season | Марсия Вентор            |

## Номинации
В 1929 году Коринна была номинирована на «Оскар» за фильм «Божественная леди», однако премию получила другая прима немого кино — Мэри Пикфорд.